# بيتر هاريس (دي جيه)
بيتر هاريس (بالإنجليزية: Peter Harris)‏ هو منتج أسطوانات ودي جيه وملحن بريطاني، ولد في 1961 في المملكة المتحدة.

## وصلات خارجية
- بيتر هاريس على موقع ميوزك برينز (الإنجليزية)
- بيتر هاريس على موقع ميوزك برينز (الإنجليزية)
- بيتر هاريس على موقع أول ميوزيك (الإنجليزية)
- بيتر هاريس على موقع ديسكوغز (الإنجليزية)
- بيتر هاريس على موقع ديسكوغز (الإنجليزية)